# Połomia-Myszków
Połomia-Myszków (dawn. Połomia Myszkowska) – dzielnica Myszkowa, w północnej części miasta, przy granicy z Żarkami (dzielnicą Połomia Żarecka). Rozpościera się na północ od ul. Tadeusza Kościuszki, na południe od ul. Żniwnej oraz w widłach ulic Dworskiej i Żareckiej. Od północnego zachodu graniczy z myszkowską Nową Wsią Żarecką.
Gromada Połomia Myszkowska powstała 1 lipca 1948 w związku ze zniesieniem gromady Połomia i podziałem jej obszaru na dwie nowe gromady – Połomia Myszkowska i Połomia Żarecka w obrębie gminy Żarki w powiecie zawierciańskim w województwie śląskim. W skład Połomii Myszkowskiej weszły: część wsi Połomia, cegielnia Połomia (Sojki), cegielnia Połomia (Szajna), folwark po Bohnerze aż do drogi prowadzącej od lasu do folwarku Kubalki włącznie (lecz bez folwarku), kolonia Czarna Struga, osada młyńska Czarna Struga oraz folwark Kundowskie.
1 stycznia 1951 z gminy Żarki wyłączono gromadę Połomia Myszkowska (a także część gromady Jaworznik), włączając ją do Myszkowa.